# 再纳阿比丁·奥斯曼
拿督斯里再纳阿比丁（1960年7月13日—2018年8月27日），马来西亚政治人物，槟城巫统主席，也是高渊国会议员、乡村及区域发展部副部长、巫统高渊区部主席及巫统最高理事。

## 生平
2004年马来西亚大选中，他以18,823票赢得高渊选区，他的对手公正党的吴清发则获得12,818票，多数票为6,005票。
2006年至2008年他担任乡村及区域发展部副部长。
2008年马来西亚大选中，公正党的陈智铭以3,087张多数票击败再纳阿比丁，共获得20,210票，他是槟城民政党领袖陈锦华的儿子。
2009年至2011年他担任巫统最高理事。
他在2013年马来西亚大选再次上阵高渊国席，当时以8598票败给公正党槟州主席曼梳奥曼。
2018年4月，他宣布不上阵第14届大选，并在大选后卸下巫统槟州主席及高渊区部主席职位。

## 家庭成员
2010年12月22日，他的妻子拿汀莎扎丽娜山苏汀在士拉央医院因肝癌离世，留下四名儿女。 
2011年9月26日，他的母亲仄依斯迈离世，享年83岁。
2012年7月13日，再纳阿比丁与23岁的希迪努尔莎菲卡在巴里文打结婚。

## 收购学院
再纳阿比丁也是马来西亚财政部子公司JKP有限公司的董事长。此公司在浮罗山背收购了槟岛工艺学院。该收购协议的签字仪式于2011年11月26日在浮罗山背完成。

## 选举成绩
| 年份 | 选区 |  |                    | 得票数 | 得票率 | 竞选对手           | 竞选对手           | 得票数 | 得票率 | 总票数 | 多数票 | 投票率 |
| ---- | ---- |  | ------------------ | ------ | ------ | ------------------ | ------------------ | ------ | ------ | ------ | ------ | ------ |
| 2004 | 高渊 |  | 再纳阿比丁（巫统） | 18,823 | 59.49% |                    | 吴清发（公正党）   | 12,818 | 40.51% | 32,413 | 6,005  | 78.75% |
| 2008 | 高渊 |  | 再纳阿比丁（巫统） | 17,123 | 45.87% |                    | 陈智铭（公正党）   | 20,210 | 54.13% | 38,129 | 3,087  | 80.20% |
| 2013 | 高渊 |  | 再纳阿比丁（巫统） | 21,405 | 41.40% |                    | 曼梳奥曼（公正党） | 30,003 | 58.03% | 52,599 | 8,598  | 88.63% |
| 2013 | 高渊 |  | 再纳阿比丁（巫统） | 21,405 | 41.40% | 邓国平（独立人士） | 297                | 0.57%  |        | 52,599 | 8,598  | 88.63% |

## 逝世
再纳阿比丁因患上多发性骨髓瘤（一种血癌）而于2018年8月27日凌晨2时07分在吉隆坡安邦医院逝世，享年58岁。他的遗体随后运回槟城家乡双溪亚齐，安葬于当地的回教墓园。